# 부쿠레슈티 나인

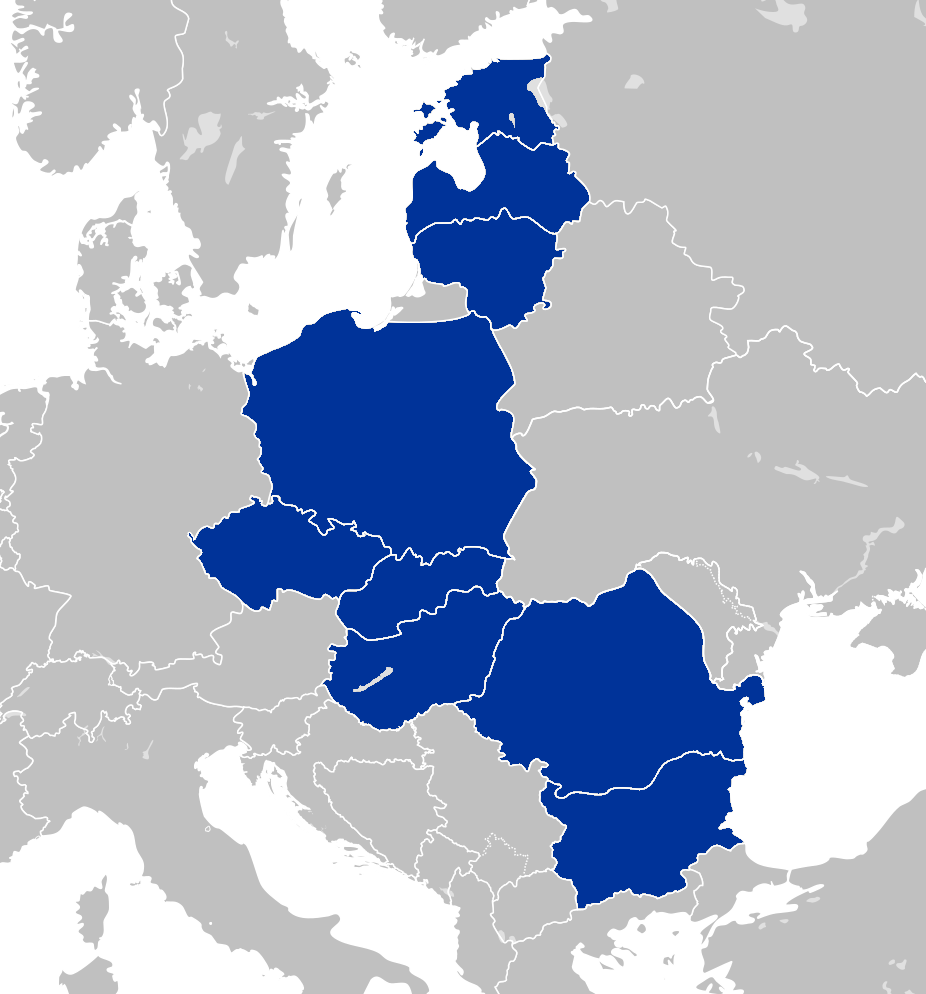
부쿠레슈티 나인의 회원국.

부쿠레슈티 나인(폴란드어: Bukaresztańska Dziewiątka, 루마니아어: Formatul București, 영어: Bucharest Nine, B9 또는 B-9, 부쿠레슈티 9)은 루마니아 부쿠레슈티에서 클라우스 이오하니스 루마니아 대통령과 안제이 두다 폴란드 대통령이 2015년 11월 4일에 설립한 국제 정치 기구이다. 회원국은 현재 폴란드, 루마니아, 불가리아, 체코, 헝가리, 슬로바키아, 리투아니아, 라트비아와 에스토니아로 총 9개국이다. 러시아가 2014년에 크림 반도를 합병하고 돈바스 전쟁 벌여 주변국들에게 위협적으로 느껴졌고, 결국 주변국들은 러시아에 대항하기 위해 부쿠레슈티 나인을 설립하였다. 이후 부쿠레슈티 나인과 3해양 이니셔티브에 러시아의 위협을 받던 우크라이나와 몰도바, 조지아의 가입이 제안되었지만, 공개적으로 논의되지 않아 실패로 끝났다.
2021년 5월 10일에 조 바이든 미국 대통령이 참석한 B9 회의에서 "동유럽 NATO 국가들은 러시아에 대항하는 보다 큰 단체를 원한다"고 말했으며, 2022년 1월 3일에는 미국의 외교관 앤터니 블링컨과 부쿠레슈티 나인 회원국의 장관들이 참여하였고, 앤터니 블링컨은 "동맹의 집단적 방어를 위해 나토는 단결되고 준비됐으며 단호한 자세를 촉구했다"고 말했다.

## 같이 보기
- 유럽 연합
- 북대서양 조약 기구
- 비셰그라드 그룹
- 그룹 오브 나인
- 3해양 이니셔티브

### 내용주
1. ↑  부쿠레슈티 나인의 회원국은 모두 구 소련에 속해 있었거나, 영향권 내에 있었던 국가들이다.

### 참조주
1. ↑  “Bilateral visit of President of Romania, Mr. Klaus Iohannis, in the Republic of Poland and his participation in the High Level Meeting of the Bucharest Format (B9), on 7-8 June 2018”. 2022년 2월 25일에 확인함.
2. ↑  Gerasymchuk, Sergiy (2019). “Bucharest Nine: looking for cooperation on NATO's eastern flank?” (PDF). 프리드리히 에버트 재단. 1-10쪽.
3. ↑  Rotaru, Vasile; Umland, Andreas (2017년 11월 10일). “How Romania and Poland Can Strengthen NATO and the EU” (미국 영어). ISSN 0015-7120. 2022년 2월 25일에 확인함.
4. ↑  Reuters (2021년 5월 10일). “Romanian president says more NATO presence needed in Eastern Europe”. 《Reuters》 (영어). 2022년 2월 25일에 확인함.
5. ↑  김정한 (2021년 5월 10일). “바이든, 나토 동유럽국 정상회의 화상 참여”. 2022년 2월 25일에 확인함.
6. ↑  “미 국무, 동유럽 9개국과 우크라이나 사태 논의”. 2022년 2월 25일에 확인함.